# 蛇螺總科
蛇螺總科（学名：Vermetoidea）是玉黍螺類之下的中型到小型的海洋腹足綱软体动物。
截至2006年，蛇螺總科之下只有蛇螺科一個科，直至Pseudoschwartziella jordanica Bandel, 2006的發現。